# Kipps
Alma simples (no original Kipps) é um romance de H.G.Wells lançado originalmente em 1905.

## Sinopse
Orfão desde muito cedo, Artie Kipps fica chocado após ler em um jornal que é neto de um rico cavalheiro e possivelmente seu herdeiro. Durante uma difícil jornada para subir à elite, ele luta para aprender etiqueta e regras da sociedade política. Mas conforme logo descobre, ser um "verdadeiro cavalheiro" não é fácil e não tão desejável, como aparentava inicialmente. Kipps é uma hilária sátira sobre um homem lutando consigo mesmo para ser outra pessoa, uma sátira sobre pretensão.